# Frédéric de Hesse-Philippsthal
Frédéric de Hesse-Philippsthal-Barchfeld (13 février 1727 à Grave – 13 novembre 1777 à Barchfeld) est le fils aîné du comte Guillaume de Hesse-Philippsthal-Barchfeld et de sa femme, Charlotte-Wilhelmine d'Anhalt-Bernbourg-Hoym. Il succède à son père comme landgrave de Hesse-Philippsthal-Barchfeld en 1761.
En 1772, il épouse Sophie-Henriette de Salm-Grunbach (1740-1800). Le mariage est resté sans enfant. Frédéric est mort en 1777, et est remplacé par son frère Adolphe de Hesse-Philippsthal-Barchfeld.